# Offensive Kovel-Lublin
Batailles
Front de l’Est

Prémices :
- Campagne de Pologne
- Guerre d’Hiver

Guerre germano-soviétique :
- 1941 : L'invasion de l'URSS

- Opération Barbarossa

Front nord : 
- Guerre de Continuation
- Opération Silberfuchs
- Siège de Léningrad

Front central : 
- 2e bataille de Brest-Litovsk
- Bataille de Białystok–Minsk
- 1re bataille de Smolensk
- Bataille de Kiev

Front sud : 
- Siège d'Odessa
- Campagne de Crimée

- 1941-1942 : La contre-offensive soviétique

Front nord : 
- Poche de Demiansk
- Poche de Kholm

Front central : 
- Bataille de Moscou

Front sud : 
- Seconde bataille de Kharkov

- 1942-1943 : De Fall Blau à 3e Kharkov

Front nord : 
- Offensive de Siniavino
- Opération Iskra
- Bataille de Krasny Bor
- Opération Poliarnaïa Zvezda

Front central : 
- Opération Mars

Front sud : 
- Bataille du Caucase (opération Fall Blau)
- Bataille de Stalingrad
- Opération Uranus
- Opération Saturne
- Offensive d'Ostrogojsk-Rossoch
- Offensive de Voronej-Kastornoe
- Opération Gallop
- Opération Étoile
- Troisième bataille de Kharkov

- 1943-1944 : Libération de l'Ukraine et de la Biélorussie

Front central : 
- 2e bataille de Smolensk
- Opération Bagration

Front sud : 
- Bataille de Koursk
- Bataille du Dniepr
- Offensive Dniepr-Carpates
- Offensive de Crimée
- Offensive de Lvov-Sandomir

- 1944-1945 : Campagnes d'Europe centrale et d'Allemagne

Allemagne : 
- Offensive Vistule-Oder
- Offensive de Poméranie orientale
- Siège de Breslau
- Offensive de Prusse-Orientale
- Bataille de Königsberg
- Bataille de Seelow
- Bataille de Bautzen
- Bataille de Berlin
- Capitulation allemande

Front nord et Finlande : 
- Guerre de Laponie
- Offensive Leningrad-Novgorod
- Bataille de Narva

Europe orientale : 
- Opération Margarethe
- Insurrection de Varsovie
- Soulèvement national slovaque
- Opération Panzerfaust
- Bataille de Budapest
- Opération Frühlingserwachen
- Offensive de Vienne
- Insurrection de Prague
- Offensive de Prague
- Bataille de Slivice

Front d’Europe de l’Ouest

Campagnes d'Afrique, du Moyen-Orient et de Méditerranée

Bataille de l’Atlantique

Guerre du Pacifique

Guerre sino-japonaise

Théâtre américain
L'offensive Kovel-Lublin est une offensive soviétique menée du 17 au 30 juillet 1944, en lien avec les opérations Bagration et Lvov-Sandomir. Elle réduit le saillant créé par les succès de ces deux opérations, au nord comme au sud. De plus, elle est destinée à prendre Lublin et assurer ainsi aux communistes polonais une base territoriale en Pologne même.

## Contexte historique
Dans un contexte marqué par les coups de boutoir au nord et au sud, les unités allemandes déployées en Ukraine occidentale ont été dépouillées d'un certain nombre de moyens défensifs et offensifs, afin de permettre à Model, de parer au plus pressé, au nord, comme au sud.
Par ailleurs, depuis le mois de décembre 1943, un comité gouvernemental polonais favorable à l'Union soviétique a été mis en place et la conquête de la ville de Lublin, peuplée de 125 000 habitants, pourrait fournir à ce gouvernement une base territoriale. C'est à ce titre que la ville devient au printemps 1944 un objectif politique de première ampleur.

## Préparation

### Moyens déployés
Lentement, à partir du mois de juin, les Soviétiques accumulent dans le secteur où doit se déclencher l'offensive des moyens destinés à percer le front allemand, tandis les unités de l'Axe ont été dépouillées de leurs moyens, ou renforcées avec des unités peu motivées ou considérablement affaiblies, comme les divisions hongroises. En effet, durant l'été 1944, la Wehrmacht déploie dans le secteur de Kovel neuf divisions, soit 100 000 hommes, appuyés par 100 canons d'assaut et 160 chasseurs de chars.
Face à ces unités disparates, les Soviétiques déploient des moyens de grande ampleur, cinq armées, dont la 1re armée polonaise, soit 410 000 soldats, appuyés par 1 550 chars d'assaut,.

### Planification
L'offensive de Kovel-Lublin constitue une offensive qui doit être replacée dans la séquence opérationnelle prévue pour l'Armée rouge à l'été 1944. De ce fait, ses concepteurs l'intègrent à une chaîne d'opérations aux objectifs limités et séquencées.
Dans ce cadre, l'offensive Kovel-Lublin est pensée comme un moyen supplémentaire d'émiettement de la masse blindée allemande composant le groupe d'armées Nord-Ukraine, capable d'arrêter la plus forte offensive soviétique.
Les plans soviétiques sont basés sur le principe des opérations dans la profondeur du dispositif adverse, la ville de Lublin, à 250 km de la ligne de front, étant l'objectif final de cette offensive où se mêlent visées opérationnelles et objectifs politiques.
Cette planification opérationnelle demeure cependant souple, évoluant en fonction du déroulement des opérations, Staline faisant parvenir à Rokossovski des directives fixant de nouveaux objectifs, ou modifiant les précédents, tout au long de l'offensive.

## Opérations

### Percées soviétiques
Lancée le 17 juillet 1944, par une opération de diversion contre les unités hongroises mal équipées, l'offensive est déclenchée le lendemain au petit matin, écrasant et perçant les défenses allemandes.
Le lendemain, l'aviation soviétique attaque les positions défensives allemandes, tandis que les troupes au sol se rendent rapidement maîtresses de la première ligne de défense allemande.

### Déroute allemande
Dès le premier soir, les faubourg de Lublin sont atteints par les blindés soviétiques opérant dans la profondeur des unités allemandes. la ville a été déclarée place forte par Hitler, en vertu du décret du 8 mars 1944 est encerclée le 23 juillet et libérée le 25, malgré une tentative de secours, qui parvient à sauver quelques dizaines d'hommes.
Cette déroute est cependant amoindrie par le raidissement allemand à proximité de la Vistule et du San ; en effet, les unités allemandes survivantes parviennent à se regrouper de l'autre côté du fleuve

## Conséquences

### Conséquences militaires
À l'issue de ces succès, une tête de pont à l'Ouest de la Vistule, la première, est constituée le 27 juillet. Contenues par les concentrations allemandes dans le secteur, les unités soviétiques parvenues dans la région se limitent aux objectifs qui leur ont été assignés, se plaçant rapidement en état de défense.

### Majdanek
À ces conséquences militaires s'ajoute l'impact de la libération du Camp de Majdanek, situé dans la banlieue de Lublin. La découverte de ce camp d'extermination, alors le premier libéré par les Alliés, marque le début d'un changement de la politique soviétique à l'égard des Allemands engagés dans le conflit.
La découverte de ce camp fait l'objet d'une intense campagne de publicité, assurée par les reporters soviétiques et relayée aussi bien en Union soviétique que sur le front. De même, les correspondants de guerre alliés sont conviés à se rendre sur place, mais ces reporters doivent affronter le scepticisme de leurs compatriotes,.
De plus, les responsables soviétiques, notamment Nikolaï Boulganine, organisent dans le camp des pèlerinages de soldats dont les unités sont déployées dans la région.

## Traductions, notes et références